# Niente (romanzo)
Niente (Intet) è un romanzo dell'autrice danese Janne Teller del 2000. 
Il libro uscì nella sua prima edizione italiana col titolo L'innocenza di Sofie.

## Trama
(Incipit del romanzo)
Un giorno, nella cittadina danese di Tæring lo studente del settimo livello Pierre Anthon se ne esce con l'affermazione che niente nel mondo abbia un significato e che perciò è meglio non fare niente piuttosto che fare qualcosa. Per questo abbandona la scuola e si mette a passare la giornata seduto sul ramo di un susino. Ai suoi compagni di scuola, che gli oppongono le ragioni che hanno sentito sostenere dagli adulti, continua a ripetere il suo pensiero, divertendosi a bersagliarli con i frutti dell'albero. I ragazzi decidono allora di fare qualcosa che, mostrando a Pierre Anthon che si sbaglia, lo faccia scendere dall'albero.
Il gruppo di ragazzi e ragazze si riunisce in una segheria abbandonata e si mette ad ammucchiare oggetti che abbiano un significato i loro possessori, per far vedere la catasta a Pier Anthon quando sarà finita. Dopo aver raccolto dai vicini cose che nessuno voleva, iniziano a cedere delle loro proprietà personali: la loro regola è che chi rinuncia a un oggetto a cui tiene per metterlo nella catasta chiederà a un altro del gruppo di rinunciare a qualcos'altro, e così via.
Il processo di accumulo procede con tensioni vieppiù crescenti tra i membri del gruppo, poiché ogni ragazzo che compie la rinuncia si sente autorizzato a chiedere qualcosa d'importanza sempre maggiore. Il primo attrito col mondo degli adulti avviene quando si chiede di aggiungere alla catasta l'esemplare di serpente sotto formalina conservato nell'aula di biologia della scuola; la sparizione viene notata dagli insegnanti ma il colpevole non viene scoperto. Alla ragazza Elise è poi chiesto di disseppellire dal cimitero il corpicino del fratello morto all'età di due anni, al musulmano Hussein di rinunciare al suo tappeto da preghiera (cosa che lo fa picchiare dal padre quando questi si accorge della sparizione dell'oggetto), a Sofie la sua innocenza (che si prende Hans, al quale Hussein aveva chiesto di mettere nella catasta la sua bicicletta e che aggiunge alla catasta un fazzoletto insanguinato come prova), al devoto luterano Kaj di portarvi il crocifisso dalla chiesa del paese, a Rosa la testa di Cenerentola (la cagna che sostava presso la tomba del suo padrone e che aveva seguito i ragazzi nella segheria dopo la loro azione al cimitero) e infine a Jan-Johan il dito indice della mano destra, grazie al quale suonava la chitarra con maestria. Jan-Johan inizialmente protesta, ma non infrange il giuramento di tenere segreta agli adulti la "catasta del significato". I ragazzi gli amputano il dito con un coltello, accordandosi sul fatto di raccontare che il loro amico abbia avuto un incidente.
La verità però viene a galla. I ragazzi sono redarguiti severamente, ma solo a parole. Per attirare l'attenzione di Pierre Anthon sul fatto, Agnes telefona al giornale locale fingendosi un'adulta scandalizzata. Ciò suscita l'attenzione dei mass media nazionali, che rilanciano la notizia.
La catasta viene considerata un'opera d'arte e viene venduta a un museo di New York per 3,6 milioni di dollari. Tuttavia Pierre Anthon rifiuta di scendere dal suo albero per andare a vederla, e sostiene che se i ragazzi hanno accettato di venderla è il segno che le cose di cui è fatta non hanno per loro un vero significato, cosa che convalida la sua tesi. Solo quando i ragazzi iniziano a picchiarsi a sangue in una rissa iniziata da Sofie, Pierre Anthon, informato da Agnes, scende dal susino e si reca alla segheria. Qui si rivolge ai suoi ex compagni di classe dimostrando ancora una volta la giustezza della sua posizione, ma li irrita a tal punto che se la prendono con lui e lo pestano finché non rimane esanime; danno quindi fuoco alla segheria, che brucia completamente assieme alla catasta.
Rimangono solo delle ceneri, di cui Agnes (la narratrice della storia) raccoglie una parte conservandola in scatole di fiammiferi, a dimostrare che per loro hanno ancora un significato.

## Personaggi
- Pierre Anthon: l'iniziatore della vicenda. Vive col padre informatico in una comune.
- Dennis: ragazzo che rinuncia alla maggior parte suoi libri di Dungeons & Dragons; quando Ole gli fa consegnare anche i quattro che aveva tenuto per sé, pretende che Sebastian rinunci alla sua canna da pesca, dando inizio alla spirale che sfocerà nella tragedia.
- Sebastian: ragazzo che rinuncia alla sua canna da pesca su richiesta di Dennis.
- Richard : ragazzo che rinuncia al suo pallone da football su richiesta di Sebastian.
- Laura: ragazza che rinuncia ai suoi orecchini con pappagalli africani su richiesta di Richard.
- Agnes: narratrice della storia. Rinuncia ai suoi sandali su richiesta di Laura, imbeccata da Gerda.
- Gerda: ragazza che rinuncia al criceto Oscarino, portato alla catasta con la sua gabbia, su richiesta di Agnes. Il criceto poi morirà per il freddo e l'incuria.
- Maiken: ragazzo che rinuncia al suo telescopio astronomico su richiesta di Gerda.
- Frederik: ragazzo di forti sentimenti patriottici che rinuncia alla sua bandiera danese (Dannebrog) su richiesta di Maiken.
- Werner, detto Madame Werner per i suoi modi effeminati: ragazzo che rinuncia al suo diario su richiesta di Frederik.
- Anna-Li: ragazza di origine coreana, adottata da una coppia danese, che rinuncia al suo certificato d'adozione su richiesta di Werner.
- Ingrid: ragazza disabile che rinuncia alle sue stampelle nuove su richiesta di Anna-Li.
- Henrik: ragazzo che deve portare il serpente sotto formalina, che la scuola aveva acquistato dietro suggerimento di suo padre, su richiesta di Ingrid.
- Ole: ragazzo che rinuncia ai suoi guantoni da boxe su richiesta di Henrik.
- Elise: ragazza che deve disseppellire il cadavere di suo fratello, morto a due anni, su richiesta di Ole.
- Rikke-Ursula: la migliore amica di Agnes. Rinuncia ai suoi capelli, che tingeva di blu e portava raccolti in sei treccine, su richiesta di Elise.
- Hussain: ragazzo musulmano che rinuncia al suo tappeto da preghiera su richiesta di Rikke-Ursula; aveva fornito le forbici per il taglio dei capelli di quest'ultima.
- Hans: ragazzo che rinuncia alla sua bicicletta da corsa nuova fiammante su richiesta di Hussain e si prende l'innocenza di Sofie.
- Sofie: ragazza che rinuncia alla sua innocenza su richiesta di Hans. Inizia poi a dare segni di squilibrio mentale.
- Kaj, detto il Santo: ragazzo proveniente da un ambiente molto religioso, che deve asportare il crocifisso dalla chiesa su richiesta di Sofie.
- Rosa: ragazza considerata la più bella del gruppo, alla quale Kaj chiede di tagliare la testa della cagna Cenerentola.
- Jan-Johan: ragazzo figlio di un macellaio, leader della classe e appassionato dei Beatles, di cui canta e suona le canzoni con la chitarra. Gli viene chiesto di rinunciare al suo indice destro.

## Accoglienza
Il libro ebbe fin dai primi momenti un buon successo di critica e di pubblico, ma suscitò anche vivaci polemiche per gli argomenti scabrosi trattati, al punto che fu bandito da alcune scuole in Norvegia e in Germania e che alcune librerie francesi e spagnole rifiutarono di venderlo.

## Riconoscimenti
Il libro ha vinto un premio del Ministero della Cultura danese nel 2001, il Prix Libbylit belga nel 2008 e ha avuto una menzione d'onore al Michael L. Printz Award statunitense nel 2011.

## Edizioni
- (DA) Janne Teller, Intet, København, 2000.
- Janne Teller, L'innocenza di Sofie, collana Immaginario, traduzione di Marco Mazzilli, Roma, Fanucci, 2004, ISBN 88-347-1050-9.
- Janne Teller, Niente, collana I Narratori, traduzione di Maria Valeria D'Avino, Milano, Feltrinelli, 2012, ISBN 978-88-07-01885-5.
- Janne Teller, Niente, collana Universale economica, traduzione di Maria Valeria D'Avino, n. 8438, Milano, Feltrinelli, 2020, ISBN 978-88-07-88438-2.